# Dan Sturkie
Daniel Belton Sturkie junior (* 5. Januar 1924 in Lexington, South Carolina; † 10. Mai 1992 in Los Angeles, Kalifornien) war ein US-amerikanischer Schauspieler und Synchronsprecher.

## Leben
Sturkie trat Mitte der 1950er Jahre als Gast in einigen Fernsehserien auf und zog zu Beginn der 1960er Jahre nach Rom, wo er in erster Linie bei der englischsprachigen Synchronisation einheimischer Filme tätig war und nebenher kleine Rollen in einigen Filmen übernahm. So war er auch in fünf Filmen als Nebendarsteller zu sehen, in denen Terence Hill die Hauptrolle spielte. Mitte der 1970er Jahre kehrte Sturkie in die Staaten zurück, wo er noch in einigen Filmen und Serien bis ins Jahr 1981 auftrat.

## Filmografie (Auswahl)
- 1954: A Life at Stake
- 1956: Schonungslos (The Price of Fear)
- 1956: Du oder ich (Outside the Law)
- 1966: Der Schatten des Giganten (Cast a Giant Shadow)
- 1969: Der Dampfhammer (Un esercito di 5 uomini)
- 1969: Hügel der blutigen Stiefel (La collina degli stivali)
- 1970: Die rechte und die linke Hand des Teufels (Lo chiamavano Trinità)
- 1977: Fahrt ins Ungewisse (Joyride to Nowhere)
- 1980: Cruising
- 1980: Dr. Heckyl und Mr. Hype
- 1980: Captive
- 1981: Die total verrückte Highway-Polizei (Smokey Bites the Dust)